# Kim Dong-hee
Kim Dong-hee (nascido em 13 de junho de 1999) é um ator sul-coreano da JYP Entertainment. Ele é mais conhecido por atuar nas séries coreanas Sky Castle (2019), Itaweon Class (2020), e também nas webséries A-TEEN (2018) e A-TEEN 2 (2019). Atuou na série original da Netflix, Extracurricular (2020).